# Harald Mannl
Harald Mannl, eigentlich Wenzel Bruno Emil Mannl (* 25. April 1904 in Dresden; † 20. Februar 1961 in München) war ein deutscher Schauspieler und Hörspielsprecher, der zudem bei zwei DEFA-Filmen und einem Hörspiel Regie führte.

## Leben
Mannl absolvierte zunächst eine Lehre zum Setzer und nahm Schauspielunterricht. Er gab sein Bühnendebüt 1922 in seiner Geburtsstadt Dresden und war in der Folge an verschiedenen Bühnen in ganz Deutschland engagiert. Nach Ende des Zweiten Weltkriegs ging Mannl nach München und trat unter anderem an den Münchner Kammerspielen und in der Kleinen Komödie als Schauspieler auf.
Bereits während seiner Münchner Zeit hatte sich Mannl als Synchronsprecher betätigt und gab 1948 im Spielfilm Das verlorene Gesicht von Kurt Hoffmann in der Rolle des „Leo L’Arronge“ sein Leinwanddebüt als Schauspieler. Es folgten mehrere Auftritte in bundesdeutschen Filmen, darunter in Das ewige Spiel an der Seite von Will Quadflieg, Willy Birgel und Cornell Borchers, sowie 1951 in einer Nebenrolle im österreichischen Spielfilm Der blaue Stern des Südens. Oft spielte Mannerl dabei zwielichtige Charaktere.
Ab 1952 trat Mannl auch in Filmen der DDR auf. Seine erste Rolle hatte er im Kriminalfilm Geheimakten Solvay. Seine größte Filmrolle war die des Wissenschaftlers Dr. Kurt Wagner im Spionagefilm Der Fall Dr. Wagner. Der Film war zudem Mannls Regiedebüt. Eine zweite Regiearbeit Mannls für die DEFA wurde 1955 Star mit fremden Federn. Danach wurde er nicht mehr für die DEFA aktiv und kehrte in die Bundesrepublik zurück, wo er bis zu seinem Tod 1961 noch in verschiedenen Unterhaltungsfilmen – vorwiegend für das Fernsehen als Schauspieler auftrat, so 1960 unter der Regie von Hans Quest in dem Straßenfeger Es ist soweit von Francis Durbridge.
Schon kurz nach dem Krieg begann er auch seine Laufbahn als Hörspielsprecher, vorwiegend beim BR und dem SDR. Er trat in zahlreichen Haupt- und Nebenrollen auf, so 1953 in dem achtteiligen Hörspiel Die Schatzinsel, wo er die Rolle des Squire Trelawney sprach. Zu seinen Partnern gehörten unter anderem Hans Clarin, Benno Sterzenbach und Bum Krüger.

## Filmografie

### Als Darsteller
- 1948: Das verlorene Gesicht
- 1949: Der Ruf
- 1949: Begegnung mit Werther
- 1949: Ich mach dich glücklich
- 1950: Sensation im Savoy
- 1950: Vom Teufel gejagt
- 1950: Czardas der Herzen
- 1951: Begierde
- 1951: Unvergängliches Licht
- 1951: Das ewige Spiel
- 1951: Drei Kavaliere
- 1951: Der blaue Stern des Südens
- 1952: Die Försterchristel
- 1952: Alle kann ich nicht heiraten
- 1952: Cuba Cabana
- 1952: Geheimakten Solvay
- 1953: Tödliche Liebe
- 1953: Der Kaplan von San Lorenzo
- 1953: Die Unbesiegbaren
- 1954: Gefährliche Fracht
- 1954: Der Fall Dr. Wagner
- 1954: Die Galerie der großen Detektive: Sherlock Holmes liegt im Sterben (TV-Serie)
- 1955: Der Ochse von Kulm
- 1955: Der Revisor (TV)
- 1955: Ein Weihnachtslied in Prosa (TV)
- 1956: Wo war David Preston? (TV)
- 1957: Don Carlos (TV)
- 1957: El Hakim
- 1958: Die chinesische Mauer (TV)
- 1960: Es ist soweit (TV-Serie)
- 1960: Die Träume von Schale und Kern (TV)
- 1961: Zu viele Köche (TV)

### Als Regisseur
- 1954: Der Fall Dr. Wagner
- 1955: Star mit fremden Federn

## Hörspiele (Auswahl)

### Als Sprecher
- 1946: Das Flaschenteufelchen (nach Robert Louis Stevenson) – Regie: Cläre Schimmel
- 1946: Mitjas Heimkehr (nach Alexander Sergejewitsch Puschkin) – Regie: Cläre Schimmel
- 1946: Weh’ dem, der lügt (nach Franz Grillparzer) – Regie: Cläre Schimmel
- 1946: Der Ritt nach Osten – Regie: Cläre Schimmel
- 1946: Station D im Eismeer – Regie: Cläre Schimmel
- 1946: Hokuspokus (nach Curt Goetz) – Regie: Cläre Schimmel
- 1947: Mit meinen Augen – Regie: Cläre Schimmel
- 1947: Elisabeth Barrett oder Das Haus der verbotenen Liebe – Regie: Cläre Schimmel
- 1947: Nun singen sie wieder (nach Max Frisch) – Regie: Cläre Schimmel
- 1947: Carl Zuckmayer: Der Hauptmann von Köpenick (Oberwachtmeister) – Regie: Alfred Vohrer (SDR)
- 1947: Erich Kästner: Das lebenslängliche Kind (Geheimrat Schlüter) – Regie: Alfred Vohrer (SDR)
- 1948: Leonhard Frank: So kann’s nicht weitergehen! (Staatsanwalt) – Regie: Alfred Vohrer (SDR)
- 1948: Wolfdietrich Schnurre: Man sollte dagegen sein! (Richter) – Regie: Oskar Nitschke (SDR)
- 1949: Falsch verbunden – Regie: Heinz-Günter Stamm
- 1950: Pique-Dame (nach Alexander Sergejewitsch Puschkin) – Regie: Heinz-Günter Stamm
- 1950: Wir sind nicht allein – Regie: Heinz-Günter Stamm
- 1950: Ein Sommernachtstraum (nach William Shakespeare) – Regie: Heinz-Günter Stamm
- 1951: Fernamt bitte! – Regie: Heinz-Günter Stamm
- 1951: Die portugalesische Schlacht – Regie: Otto Kurth
- 1952: Ungefaßte Edelsteine – Regie: Willy Purucker
- 1952: Das Festbankett – Regie: Heinz-Günter Stamm
- 1953: Das Gastmahl des Petronius – Regie. Otto Kurth
- 1953: Die Freiheit des Gefangenen Leutnant – Regie: Heinz-Günter Stamm
- 1953: Der in der Mitte – Regie: Heinz-Günter Stamm
- 1953: Der Herr von Paris – Regie: Fritz Benscher
- 1953: Die Schatzinsel (Mehrteiler nach Robert Louis Stevenson) – Regie: Hanns Cremer
- 1954: Hinter sieben Fenstern brennt noch Licht – Regie: Heinz-Günter Stamm
- 1955: Das Mädchen vom Moorhof (nach Selma Lagerlöf) – Regie: Heinz-Günter Stamm
- 1955: Anna Sophie Hedwig – Regie: Ulrich Lauterbach
- 1955: Barfuß in Athen – Regie: Fränze Roloff
- 1956: Besuch aus der Zone – Regie: Ulrich Lauterbach
- 1956: Nachtwache – Regie: Otto Kurth
- 1956: Das Altersbildnis – Regie: Otto Kurth
- 1956: Minna von Barnhelm (nach Gotthold Ephraim Lessing) – Regie: Heinz-Günter Stamm
- 1956: Regen (nach William Somerset Maugham) – Regie: Otto Kurth
- 1957: Egmont (nach Johann Wolfgang von Goethe) – Regie: Heinz-Günter Stamm
- 1957: Die Ballade vom halben Jahrhundert – Regie: Heinz-Günter Stamm
- 1957: Hiob – Regie: Otto Kurth

### Als Regisseur
- 1952: Die schwäbische Schöpfung